# مواقف جيرمي كوربين السياسية

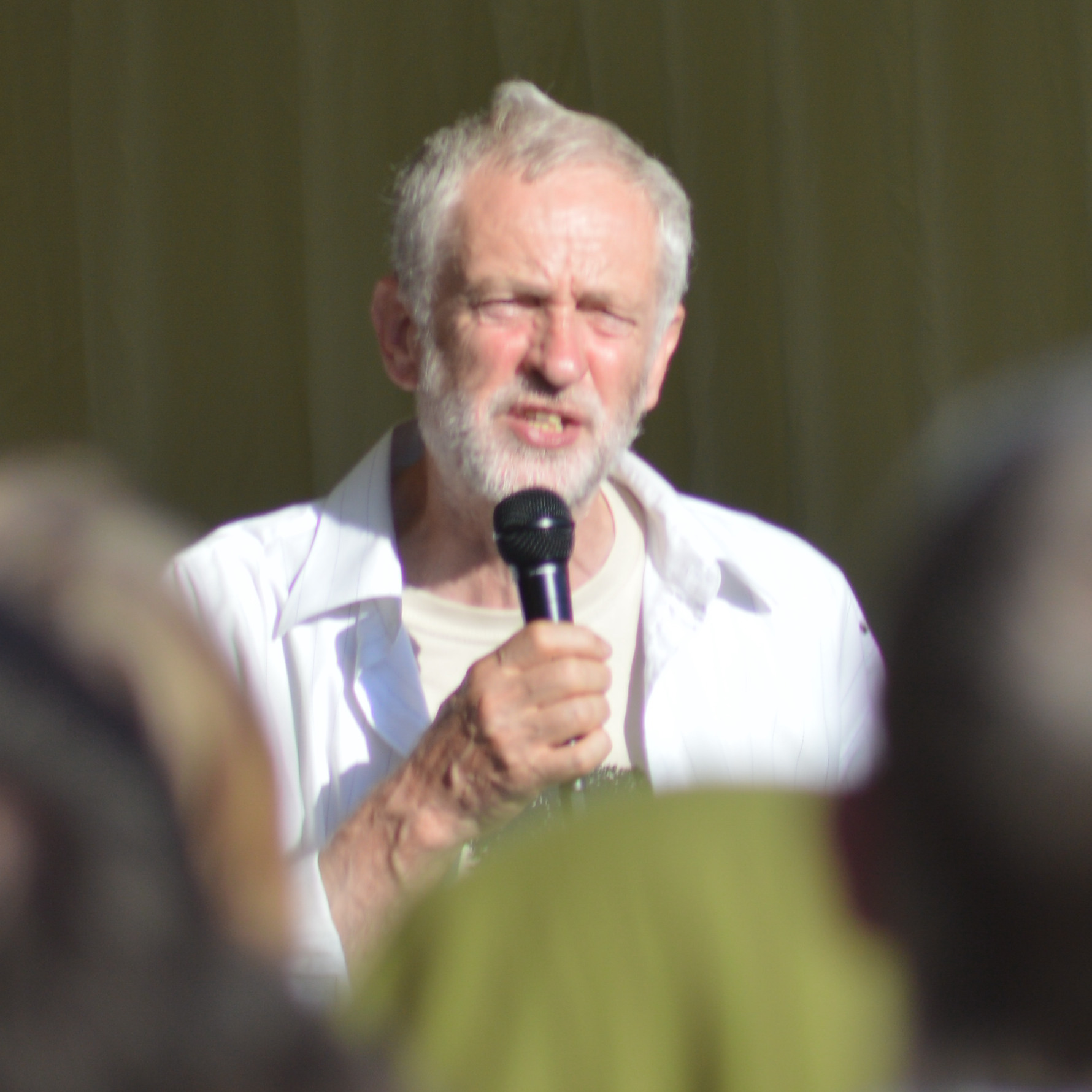
كوربين عام 2015

يلخص هذا المقال آراء النائب عن حزب العمال جيرمي كوربين وتاريخه الانتخابي، والذي كان قائد المعارضة والأمين العام لحزب العمال في المملكة المتحدة من 12 سبتمبر 2015 حتى 4 أبريل 2020.

## التموضع السياسي
يقدم كوربين نفسه باعتباره اشتراكيًا. ينادي كوربين بإلغاء التدابير التقشفية بحق الخدمات العامة وتمويل المعونات التي اتُخذت منذ العام 2010، إضافة إلى استعادة تأميم المرافق العامة وخطوط السكة الحديدية. بوصفه ناشطًا مناهضًا للحرب وللتسليح النووي، يدعم كوربين سياسة خارجية تتمثل في عدم التدخل ونزع السلاح النووي من طرف واحد. وصف الكاتب رونان بينيت، والذي عمل سابقًا كباحث مساعد لكوربين، وصفه بأنه «مثالي مسالمٌ ونباتي نوعًا ما، ويتمتع بفهم عميق للسياسة والتاريخ، وذو التزام بالطبقة المستضعفة».
في العام 1997، وصف علماء السياسة ديفيد باتلر ودينيس كافانا موقف كوربين السياسي بأنه «يساري متطرف». وصف كوربين كارل ماركس على أنه «اقتصادي عظيم» وقال بأنه قرأ بعض أعمال آدام سميث، وماركس، وديفيد ريكاردو، وبأنه «اطلع على أعمال العديد غيرهم». رغم ذلك، يجادل البعض بأن كوربين ليس على تلك درجة من التطرف التي تقدم ذكرها، فعلى سبيل المثال، أطلق الصحفي جورج إيتون على كوربين تسمية «الكينزي».

## فرض الضرائب والاقتصاد
قاد كوربين حملة ضد خطط مبادرة التمويل الخاص ودعا إلى فرض نسبة أعلى من ضرائب الدخل على ذوي الدخل المرتفع. بالنسبة لكوربين، فالعديد من الأغنياء «سعيدون بدفع ضريبة دخل أعلى لتمويل الخدمات العامة أو لسداد الديون العامة»، وانتقد مدير الخزينة السابق جورج أوزبورن لعرضه خفض الضرائب عن دافعي الضرائب بمعدل أعلى. يعارض كوربين فكرة أن العجز في ميزانية المملكة المتحدة يجب أن يقلل في سبيل التقيد بـ «موعد نهائي اعتباطي»، ولكنه ذكر أن حزب العمال لن يعيد تقديم العجز الحالي في الميزانية في حال تمت موازنتها قبل العام 2020.
وفقًا لما ذكره كيفين فارنزوورث، المحاضر الأول في السياسة الاجتماعية بجامعة يورك، خطط كوربين كذلك لتخفيض الـ 93 مليار جنيه أسترليني التي تتلقاها الشركات ضمن الإعفاء الضريبي. يتكون هذا المبلغ من عدة معونات، بما فيها إعانات السكك الحديدية ودعم الطاقة، ومنح التنمية المحلية، وضرائب أرباح الشركات الصغيرة، والمعونة للاستثمار والشراء الحكومي من القطاع الخاص.
وصف كوربين تخفيضات ضرائب الشركات السنوية التي تمنحها الحكومات البريطانية حاليًا للشركات ذات الأرباح التي تربو على الـ 300,000 جنيه أسترليني على أنها «سباق نحو الهاوية». في العام 1990، شارك كوربين في حركة مقاومة الضرائب ضد الضريبة على الأشخاص، وسجُن بسبب مشاركته تلك. في العام 2015، اقترح كوربين فرض ضريبة على القيمة الأرضية للإسهام في مواجهة أسعار السكن العالية، وذكر بيان حزب العمال في العام 2017 بأنه في حال قيادة الحزب للحكومة، فسيضع الضريبة على القيمة الأرضية في الحسبان.
وطرح كوربين احتمالية نقل تحديد نسب ضريبة الدخل إلى المناطق الإنجليزية، بمعنى أن تضطلع كل منطقة بفرض نسبة ضريبة دخل تختلف عن غيرها من المناطق. قال كوربين: «يوجد لدينا صلاحية زيادة الضرائب في اسكتلندا، ولا ينطبق الأمر على إنجلترا. أرغب برؤية صلاحيات ضريبية حقيقية [في إنجلترا]».

### سياسته بخصوص بنك إنجلترا
خلال حملته الانتخابية الأولى لأمانة حزب العمال، اقترح كوربين أن يطبع بنك إنجلترا الأموال للاستثمار في السكن والنقل العام، وأطلق على ذلك تسمية «تدابير التيسير الكمّي الشعبية». كان الهدف من ذلك هو تحويل اقتصاد المملكة المتحدة إلى اقتصاد رفيع المهارات، ومتقدم تكنولوجيًا لبناء المزيد من مساكن الإيجار التابعة للبلدية بهدف خفض تكاليف استحقاقات السكن على المدى الطويل. صرح ريتشارد مورفي بأن تدابير التيسير الكمي الشعبية ستُنفّذ بدلًا من التيسير الكمي.
ذكر بول كروغمان الفائز بجائزة نوبل في الاقتصاد في النيويورك تايمز أنه «فيما يتعلق بالسياسة الاقتصادية بالذات، فالشيء المذهل في السباق على رئاسة حزب العمال أن جميع المرشحين باستثناء السيد كوربين قد دعموا بشكل أو بآخر سياسات التقشف التي تبنتها حكومة المحافظين... وهكذا فإن نجاح كوربين المفاجئ لا يمكن اعتباره تحولًا مفاجئًا نحو اليسار لدى أنصار حزب العمال، بل ينبغي قراءته باعتباره احتجاجًا على السقوط الفكري والأخلاقي الغريب والمؤسف لمعتدلي حزب العمال».
أبدى روبرت سكيدلسكي تأييده لمقترحات كوربين بتطبيق التيسير الكمّي عبر بنك الاستثمار الوطني مع تعبيره عن بعض الانتقادات. ونظرًا لأن السياسة المقترحة قد تصرف تركيز البنك المركزي نحو تثبيت الأسعار، فقد تعالت أصوات محذرة من أنها قد ترفع من نسبة مخاطر الاستثمار في المملكة المتحدة وتفاقِم من احتمالية تزايد التضحم. إضافة إلى ذلك، فقد تتعارض تلك السياسة مع البند 123 من معاهدة لشبونة بين الدول الأعضاء في الاتحاد الأوروبي والذي يحظر على البنوك المركزية طباعة الأموال لتمويل الإنفاق الحكومي، وقد تتسبب بنشوب معركة قضائية مع محكمة العدل الأوروبية.
شهدت حملة كوربين الانتخابية الثانية لقيادة الحزب قطعه وعدًا بتقديم 500 مليار جنيه أسترليني للإنفاق العام، رغم أنه لم يذكر أبدًا الكيفية التي سيُنفق بها ذلك المبلغ. إضافة إلى الاستثمار في بناء بيوت جديدة، بما فيها البيوت المملوكة للبلديات، ورعاية الأطفال الشاملة، وتأميم الخطوط الحديدية وخدمات الحافلات المملوكة للقطاع العام، اقترح كوربين تخصيص «المليارات للبلدات الساحلية المنسية» في الجنوب الشرقي ضمن حزمة 30 مليار جنيه أسترليني من بنك الاستثمار المحلي للمنطقة الجنوبية الشرقية خارج لندن؛ والاستثمار في مناطق المناجم السابقة؛ وفي الفنون، بما في ذلك حزمة مليار جنيه أسترليني لصندوق رأس المال الثقافي.
يعتبر كوربين داعمًا متحمسًا لتأميم المرافق العامة، مثل السكك الحديدية البريطانية السابقة، وشركات الطاقة. في البداية، اقترح كوربين تأميم كامل شبكة الخطوط الحديدية، ولكنه عدل عن ذلك إلى تبني سياسة تقتضي استعادتها إلى سيطرة القطاع العام «خطًا خطًا» مع انتهاء فترة الامتيازات الممنوحة للقطاع الخاص.

## النقابات العمالية
كان كوربين أحد 16 موقعًا على رسالة مفتوحة لأمين عام حزب العمال في حينه إيد ميليباند في يناير من العام 2015 نادت بتبني الحزب سياسة تعزز من إجراءات المفاوضات المشتركة.
يؤيد كوربين إلغاء مشروع قانون حكومي للنقابات العمالية، ووصفه بقوله «خطرٌ يتهددنا جميعًا». يتضمن مشروع القانون عتبة انتخابية أعلى على الإضرابات (40% من أعضاء النقابة في القطاعات المحمية مثل الصحة، والتربية، والإطفاء، والنقل، وأمن الحدود)، ويضع مشروع القانون قيودًا على الإضرابات في الميادين الرئيسية مثل النقل، ويمنع النقابات من فرض رسوم سياسية على أعضائها ما لم يوافقوا (حاليًا تُقتطع الرسوم من الأعضاء تلقائيًا، ما لم يطلبوا بأنفسهم عدم الدفع). وينادي كوربين بإلغاء التشريعات التي تحظر العمال من الإضرابات الثانوية، وهي الإضرابات التي يخوضها العمال إسنادًا لإضراب يخوضه عمال في منظمة مختلفة.